# Holophaea erharda
Holophaea erharda là một loài bướm đêm thuộc phân họ Arctiinae, họ Erebidae.